# Saint-Sauveur (Meurthe i Mozela)
Saint-Sauveur – miejscowość i gmina we Francji, w regionie Grand Est, w departamencie Meurthe i Mozela.
Według danych na rok 1990 gminę zamieszkiwało 50 osób, a gęstość zaludnienia wynosiła 3 osób/km² (wśród 2335 gmin Lotaryngii Saint-Sauveur plasuje się na 995. miejscu pod względem liczby ludności, natomiast pod względem powierzchni na miejscu 277.).